# Asienspiele 2014/Badminton (Herrenmannschaft)
Titelträger im Badminton wurden bei den Asienspielen 2014 in Incheon in Südkorea in fünf Einzel- und zwei Mannschaftsdisziplinen ermittelt. Folgend die Ergebnisse der Herrenmannschaften. Die Wettkämpfe fanden vom 20. bis zum 23. September 2014 statt.

## Resultate
|  | 1. Runde          | 1. Runde |  |  | Viertelfinale       | Viertelfinale     |   |                     | Halbfinale          | Halbfinale |  |  | Finale | Finale |
|  |                   |          |  |  |                     |                   |   |                     |                     |            |  |  |        |        |
|  |                   |          |  |  |                     |                   |   |                     |                     |            |  |  |        |        |
|  |                   |          |  |  | Volksrepublik China | 3                 |   |                     |                     |            |  |  |        |        |
|  | Hongkong          | 3        |  |  | Hongkong            | 0                 |   |                     |                     |            |  |  |        |        |
|  | Malediven         | 0        |  |  |                     |                   |   | Volksrepublik China | 3                   |            |  |  |        |        |
|  |                   |          |  |  |                     | Malaysia          | 0 |                     |                     |            |  |  |        |        |
|  |                   |          |  |  | Malaysia            | 3                 |   |                     |                     |            |  |  |        |        |
|  | Macau             | 0        |  |  | Nepal               | 0                 |   |                     |                     |            |  |  |        |        |
|  | Nepal             | 3        |  |  |                     |                   |   |                     | Volksrepublik China | 2          |  |  |        |        |
|  | Südkorea          | 3        |  |  |                     | Südkorea          | 3 |                     |                     |            |  |  |        |        |
|  | Indien            | 0        |  |  | Südkorea            | 3                 |   |                     |                     |            |  |  |        |        |
|  |                   |          |  |  | Japan               | 2                 |   |                     |                     |            |  |  |        |        |
|  |                   |          |  |  |                     |                   |   | Südkorea            | 3                   |            |  |  |        |        |
|  | Thailand          | 0        |  |  |                     | Chinesisch Taipeh | 0 |                     |                     |            |  |  |        |        |
|  | Chinesisch Taipeh | 3        |  |  | Chinesisch Taipeh   | 3                 |   |                     |                     |            |  |  |        |        |
|  |                   |          |  |  | Indonesien          | 1                 |   |                     |                     |            |  |  |        |        |
|  |                   |          |  |  |                     |                   |   |                     |                     |            |  |  |        |        |

## Detailergebnisse

### Achtelfinale
| 20. September | Hongkong | 3 – 0 | Malediven |  |

| Hu Yun       | Hu Yun       | 2–0 | Mohamed Ajfan Rasheed | 21–10, 21–14 |
| Wei Nan      | Wei Nan      | 2–0 | Nasheeu Sharafuddeen  | 21–9, 21–16  |
| Chan Yan Kit | Chan Yan Kit | 2–0 | Mohamed Sarim         | 21–6, 21–8   |
|              |              |     |                       |              |
|              |              |     |                       |              |

| 20. September | Macau | 0 – 3 | Nepal |  |

| Wan Wai Chi | Wan Wai Chi | 0–2 | Ratnajit Tamang        | 12–21, 16–21       |
| Iek U Ieong | Iek U Ieong | 0–2 | Bikash Shrestha        | 11–21, 16–21       |
| Lou Hok Man | Lou Hok Man | 1–2 | Sajan Krishna Tamrakar | 21–12, 4–21, 18-21 |
|             |             |     |                        |                    |
|             |             |     |                        |                    |

| 20. September | Südkorea | 3 – 0 | Indien |  |

| Son Wan-ho                    | Son Wan-ho                    | 2–0 | Srikanth Kidambi              | 21–14, 21–8        |
| Lee Yong-dae / Yoo Yeon-seong | Lee Yong-dae / Yoo Yeon-seong | 2–0 | B. Sumeeth Reddy / Manu Attri | 21–12, 21–9        |
| Lee Hyun-il                   | Lee Hyun-il                   | 2–1 | Kashyap Parupalli             | 6–21, 21–14, 21-10 |
|                               |                               |     |                               |                    |
|                               |                               |     |                               |                    |

| 20. September | Thailand | 0 – 3 | Chinesisch Taipeh |  |

| Boonsak Ponsana                            | Boonsak Ponsana                            | 0–2 | Chou Tien-chen                | 16–21, 12–21        |
| Maneepong Jongjit / Nipitphon Puangpuapech | Maneepong Jongjit / Nipitphon Puangpuapech | 1–2 | Lee Sheng-mu / Tsai Chia-hsin | 21–16, 15–21, 14-21 |
| Tanongsak Saensomboonsuk                   | Tanongsak Saensomboonsuk                   | 0–2 | Hsu Jen-hao                   | 15–21, 14–21        |
|                                            |                                            |     |                               |                     |
|                                            |                                            |     |                               |                     |

### Viertelfinale
| 21. September | Volksrepublik China | 3 – 0 | Hongkong |  |

| Chen Long                | Chen Long                | 2–0 | Wei Nan                      | 21–17, 22–20        |
| Liu Xiaolong / Qiu Zihan | Liu Xiaolong / Qiu Zihan | 2–1 | Lee Chun Hei / Tang Chun Man | 24–22, 24–26, 21-11 |
| Lin Dan                  | Lin Dan                  | 2–0 | Wong Wing Ki                 | 21–8, 21–15         |
|                          |                          |     |                              |                     |
|                          |                          |     |                              |                     |

| 21. September | Malaysia | 3 – 0 | Nepal |  |

| Lee Chong Wei                 | Lee Chong Wei                 | 2–0 | Ratnajit Tamang        | 21–10, 21–12 |
| Chong Wei Feng                | Chong Wei Feng                | 2–0 | Bikash Shrestha        | 21–10, 21–13 |
| Iskandar Zulkarnain Zainuddin | Iskandar Zulkarnain Zainuddin | 2–0 | Sajan Krishna Tamrakar | 21–3, 21–4   |
|                               |                               |     |                        |              |
|                               |                               |     |                        |              |

| 21. September | Südkorea | 3 – 2 | Japan |  |

| Son Wan-ho                     | Son Wan-ho                     | 2–1 | Kenichi Tago                     | 12–21, 21–11, 21-16 |
| Lee Yong-dae / Yoo Yeon-seong  | Lee Yong-dae / Yoo Yeon-seong  | 2–1 | Hiroyuki Endo / Kenichi Hayakawa | 15–21, 21–14, 21-13 |
| Lee Dong-keun                  | Lee Dong-keun                  | 1–2 | Kento Momota                     | 21-12, 12–21, 17-21 |
| Ko Sung-hyun / Shin Baek-cheol | Ko Sung-hyun / Shin Baek-cheol | 0–2 | Takeshi Kamura / Keigo Sonoda    | 16–21, 15–21        |
| Lee Hyun-il                    | Lee Hyun-il                    | 2–1 | Takuma Ueda                      | 14–21, 21–18, 21-9  |

| 21. September | Chinesisch Taipeh | 3 – 1 | Indonesien |  |

| Chou Tien-chen                 | Chou Tien-chen                 | 1–2 | Tommy Sugiarto                     | 13–21, 21–19, 21-14 |
| Lee Sheng-mu / Tsai Chia-hsin  | Lee Sheng-mu / Tsai Chia-hsin  | 2–0 | Mohammad Ahsan / Hendra Setiawan   | 19–21, 18–21        |
| Hsu Jen-hao                    | Hsu Jen-hao                    | 2–0 | Jonatan Christie                   | 21–15, 21–17        |
| Chen Hung-ling / Liao Min-chun | Chen Hung-ling / Liao Min-chun | 2–0 | Angga Pratama / Rian Agung Saputro | 21–17, 21–18        |
|                                |                                |     |                                    |                     |

### Halbfinale
| 22. September | Volksrepublik China | 3 – 0 | Malaysia |  |

| Chen Long           | Chen Long           | 2–1 | Lee Chong Wei                   | 21–17, 19–21, 21-11 |
| Xu Chen / Zhang Nan | Xu Chen / Zhang Nan | 2–1 | Tan Boon Heong / Hoon Thien How | 14–21, 21–15, 21-10 |
| Lin Dan             | Lin Dan             | 2–0 | Chong Wei Feng                  | 21–11, 21–12        |
|                     |                     |     |                                 |                     |
|                     |                     |     |                                 |                     |

| 22. September | Südkorea | 3 – 0 | Chinesisch Taipeh |  |

| Son Wan-ho                    | Son Wan-ho                    | 2–0 | Chou Tien-chen                | 21–12, 21–17 |
| Lee Yong-dae / Yoo Yeon-seong | Lee Yong-dae / Yoo Yeon-seong | 2–0 | Lee Sheng-mu / Tsai Chia-hsin | 21–10, 21–13 |
| Lee Dong-keun                 | Lee Dong-keun                 | 2–0 | Hsu Jen-hao                   | 21–12, 21–18 |
|                               |                               |     |                               |              |
|                               |                               |     |                               |              |

### Finale
| 23. September | Volksrepublik China | 2 – 3 | Südkorea |  |

| Chen Long            | Chen Long            | 1–2 | Son Wan-ho                    | 5–21, 24–22, 14-21  |
| Xu Chen / Zhang Nan  | Xu Chen / Zhang Nan  | 0–2 | Lee Yong-dae / Yoo Yeon-seong | 21–23, 13–21        |
| Lin Dan              | Lin Dan              | 2–0 | Lee Dong-keun                 | 21-18, 21–15        |
| Cai Yun / Fu Haifeng | Cai Yun / Fu Haifeng | 2–1 | Kim Gi-jung / Kim Sa-rang     | 19–21, 21–18, 21-16 |
| Gao Huan             | Gao Huan             | 0–2 | Lee Hyun-il                   | 14–21, 18–21        |

## Athleten ohne Einsatz
- Tian Houwei (CHN)
- Chan Yun Lung (HKG)
- Law Cheuk Him (HKG)
- Ng Ka Long (HKG)
- Wong Wai Hong (HKG)
- Tontowi Ahmad (INA)
- Praveen Jordan (INA)
- Ihsan Maulana Mustofa (INA)
- Pranav Chopra (IND)
- Akshay Dewalkar (IND)
- R. M. V. Gurusaidutt (IND)
- Sourabh Varma (IND)
- Hirokatsu Hashimoto (JPN)
- Noriyasu Hirata (JPN)
- Sho Sasaki (JPN)
- Jeon Hyeok-jin (KOR)
- Tai Kin Hei (MAC)
- Wong Chi Chong (MAC)
- Chan Peng Soon (MAS)
- Goh Soon Huat (MAS)
- Goh V Shem (MAS)
- Lim Khim Wah (MAS)
- Tan Wee Kiong (MAS)
- Hassan Afsheen Shaheem (MDV)
- Bishnu Katuwal (NEP)
- Wannawat Ampunsuwan (THA)
- Suppanyu Avihingsanon (THA)
- Patipat Chalardchaleam (THA)
- Khosit Phetpradab (THA)
- Sudket Prapakamol (THA)
- Sitthikom Thammasin (THA)
- Hsueh Hsuan-yi (TPE)
- Liang Jui-wei (TPE)
- Liao Kuan-hao (TPE)
- Tseng Min-hao (TPE)